# فیلیپو ساسیتی
فیلیپو ساسیتی (انگلیسی: Filippo Sassetti؛ زادهٔ ۱۵۴۰ – درگذشتهٔ ۱۵۸۸) یک گردشگر و زبان‌شناس اهل فلورانس بود.